# Anchero Pantaléon
Anchero Pantaléon (Troyes, ca. 1210 – Rome, 1 november 1286) was een Frans geestelijke en kardinaal van de Katholieke Kerk.
Over Pantaléons vroege jaren is weinig bekend. Vast staat dat hij op enig moment kanunnik was van het kathedraal kapittel van Bayeux en aartsdiaken in Laon, waarna hij kanunnik en aartsdiaken werd in Parijs.
Paus Urbanus IV was een oom van hem. Deze creëerde zijn neef kardinaal in het consistorie van 22 mei 1262. Hij kreeg de Santa Prassede als titelkerk. Hij bleef hierop een poos in Rome en werd vervolgens prebendaris van de kapittels van York en Salisbury. Pantaléon nam aan acht pausverkiezingen deel. Tijdens de Pausverkiezing van 1277 was hij een van de in totaal zeven deelnemers, die er een half jaar over deden om paus Nicolaas III te kiezen.